# Distretto di Anapia
Il distretto di Anapia è uno dei sette distretti  della provincia di Yunguyo, in Perù. Si trova nella regione di Puno e si estende su una superficie di 9,54 chilometri quadrati.

Istituito il 1 giugno 1983, ha per capitale la città di Anapia; al censimento 2007 contava 2.400 abitanti.